# Charles Léonce de Mornay
Pour les articles homonymes, voir Mornay.
Charles Léonce de Mornay est un officier français né le 3 mars 1792 et décédé le 30 janvier 1849.

## Biographie
issu de la famille de Duplessis-Mornay d'Arqués et d'Yvry, il est né en 1792. Il sort en 1812 de l'École militaire de Saint-Germain. Sous-lieutenant au 8e régiment de hussards, il participe à la retraite de Russie.
Le 10 octobre 1813 à Duben, il est lieutenant. Lors de l'affaire de Kulm, il est blessé d'un coup  de biscaïen à l'épaule. Chevalier de la Légion d'honneur en 1813, il se distingue aux batailles de Bautzen, de Dresde et Leipzig. La même année, le général Corbineau appelait de Mornay auprès de lui en qualité d'aide-de-camp. Il est capitaine en 1814 et fait prisonnier lors de l'affaire de Brienne.
Rentré en France à la paix de 1814, Léonce de Mornay fut admis dans la maison du roi et obtint un grade supérieur. Lieutenant-colonel du 2e dragons à la fin de 1815, il obtient en 1833 le commandement des dragons de la Manche qui devinrent le 7e régiment de cuirassiers. Il est nommé maréchal de camp le 31 décembre 1835. Dix ans après, en 1845, il est lieutenant-général.
Il est appelé à la tête du camp de Lunéville ; c'est en qualité de commandant en chef du camp que le général de Mornay présida aux essais tentés pour la réforme des manœuvres de la cavalerie. Le général de Mornay est mort en janvier 1849 dans sa 57e année. Il est inhumé au cimetière du Père-Lachaise à Paris (43e division).